# Родригес, Энрике (музыкант)
Энри́ке Родри́гес (исп. Enrique Rodríguez; 8 марта 1901 — 4 сентября 1971 года) — аргентинский музыкант, композитор и дирижёр. Оркестр Родригеса играл музыку различных жанров, но характерными для него всегда были веселые танцевальные и романтические мелодии. Оркестр сохранял популярность в 1940-е — 1950-е годы в Аргентине и странах Латинской Америки.

## Биография
Музыкальная карьера Энрике Родригеса началась с музыкального оформления сеансов немого кино. Родригес играл на бандонеоне, аккомпанируя пианисту. Позже, когда популярность стали набирать многосерийные радиопостановки, он принимал участие в их музыкальном озвучивании.
В 1926 году дебютировал в секстете Хоакина Мора, а позднее присоединился к оркестру Эдгардо Донато.
В 1934 году присоединился к трио Франсиско Фиоренитино на Радио Бельграно. Позднее Родригес создал квартет с актрисой Марией Луизой Нотар, которая позже стала его женой. Наконец, в 1936 году он организует свой собственный оркестр под названием «La orquesta de todos los ritmos» («Оркестр всех ритмов»), который играл музыку разных жанров — польки, вальсы, танго, фокстроты, пасодобли, ранчеро — все, подо что можно было петь и танцевать с радостью и энтузиазмом.
В 1937 году Энрике Родригес заключил эксклюзивный договор с компанией Odeon, продолжавшийся 34 года и давший слушателям более 350 записей.
Первым вокалистом, с которым работал оркестр Родригеса, стал Роберто «Чато» Флорес, записавший 35 песен. Однако наибольшую известность Родригесу принес союз с Армандо Морено, трижды за историю оркестра присоединявшийся к нему. Вместе с Морено были записаны более 200 песен, совершено несколько успешных туров по странам Латинской Америки, в том числе Колумбии и Перу.
Также через оркестр Родригеса прошли такие певцы, как Рикардо Эррера, Фернандо Рейес, Омар Кирос, Роберто Видела, Хосе Торрес, Оскар Галан, Эрнесто Фалькон, Крус Монтенегро, Дорита Сарате.
В 1944—1946 годы Родригес хотел несколько изменить танцевальное звучание своего оркестра, включив в него несколько новых исполнителей-аранжировщиков и инструментов. В это время были записаны «Naranjo en flor», «La vi llegar», «Luna llena», «Y así nació este tango» и «El africano». Однако общественность не приняла новый стиль, и Родригес вернулся к прежнему звучанию.

## Известные произведения
В качестве композитора, Энрике Родригес создал следующие знаковые произведения:
- Amigos de ayer
- En la buena y en la mala
- Iré
- Llorar por una mujer
- Son cosas del bandoneón
- Yo también tuve un cariño
- Lagrimitas de mi corazón
- Tengo mil novias
- Adiós, adiós amor
- Café
- Como has cambiado pebeta
- Flor de lis
- Horacio Sanguinetti
- Sandía calada
- Noches de Hungria

Авторами текстов к этим и другим произведениям стали Энрике Кади́камо, Роберто Эскалада, Рафаэль Туэголс, Р. Карбоне, Орасио Сангинетти, Ма́ксимо Орси и другие.
Одним из самых знаковых стало исполнение танго-вальса «Tengo mil novias» совместно с Армандо Морено.